# Герб Лиссабона
Герб Лиссабона представляет собой официальную символику столицы Португалии.

## Описание
Герб представляет собой золотой щит с чёрным кораблём и воронами на корме и на носовой части. На нижней часть щита окружает золотая орденская цепь. Верхнюю часть щита украшает золотая корона. Боковую и нижнюю часть герба окружает лента белого цвета, на которой написан девиз города: «MUI NOBRE E SEMPRE LEAL CIDADE DE LISBOA» («ОЧЕНЬ БЛАГОРОДНЫЙ И ВСЕГДА ВЕРНЫЙ ГОРОД ЛИССАБОН»).

## История
Герб Лиссабона связан с историей святого Винсента. Святой Винсент принял мученическую смерть и тело его было брошено на съедение животным, но по легенде, появился ворон и животные не тронули его. Позже мавры положили останки святого в лодку и пустили в открытое море. Корабль, который перевозил мощи, всё дорогу был охраняем воронами. Вороны и корабль, таким образом, стали символами Лиссабона.
По другой версии корабль означает мореплавание и торговлю в жизни Лиссабона.